# Cerkiew św. Mikołaja w Buczaczu
Cerkiew św. Mikołaja – zabytkowa niewielka obronna cerkiew parafialna w Buczaczu, w obwodzie tarnopolskim. Mieści się przy ulicy Świętego Mikołaja 8. Należy do rodzaju tak zwanych cerkwi trójkonchowych. Obecnie cerkiew parafialna Kościoła Prawosławnego Ukrainy.

## Historia
Obecna murowana świątynia została zbudowana jako cerkiew prawosławna ok. 1610 r. z fundacji Marii Potockiej Mohylanki i jej męża Stefana Potockiego, przyszłego wojewody bracławskiego. Kolejny właściciel Buczacza Mikołaj Bazyli Potocki, prawnuk fundatorów, wspierał cerkiew, m.in. opłacił wykonanie dla niej nowego ikonostasu (zachowany częściowo, obecnie bez górnej kondygnacji).
Pod koniec XVII lub na początku XVIII w. była już cerkwią greckokatolicką. Przed 1664 r. erygowano w Buczaczu parafię unicką. Przez czas długi była dekanalną cerkwią greckokatolickiej metropolii halickiej. Wskutek pseudosoboru lwowskiego (1946) i ogłoszonej na nim likwidacji Ukraińskiej Cerkwi Greckokatolickiej została przemianowana na cerkiew prawosławną, w zarządzie Rosyjskiego Kościoła Prawosławnego. Była jedyną świątynią w Buczaczu, która pozostawała stale czynna w czasach radzieckich. Pod koniec lat 80 XX w. cerkiew została podporządkowana powracającemu na Ukrainę Ukraińskiemu Autokefalicznemu Kościołowi Prawosławnemu. Od 2018 r. znajduje się w jurysdykcji Kościoła Prawosławnego Ukrainy.
Parochowie (proboszczowie) (m.in.): ks. Mychajło Kuryłowycz (moskalofil), ks. Teodor Telakowski, ks. Dyonizy Nestajko (dziadek pisarza Wsewołoda Nestajki), ks. Petro Melnyczuk (ostatni przed wkroczeniem wojsk radzieckich w r. 1944), ks. Jarosław Bohatiuk (zm. 1974), Anatolij Sydorenko, Warłaam Pyłypyszyn, Taras Druczok (obecnie).